# Дю, Луиз
Луиза Багер Дю (дат. Louise Bager Due), урождённая Нёргор (дат. Louise Bager Nørgaard; род. 23 апреля 1982, Дроннинглунд) — датская гандболистка, игравшая на позиции вратаря, чемпионка Европы 2002 года и чемпионка Олимпийских игр 2004 года.

## Карьера

### Клубная
Гандболом занимается с 7 лет. Воспитанница школы клуба «Хьяллеруп», в чемпионате Дании дебютировала в 2000 году в составе клуба «Себю», спустя сезон перешла в «Виборг», где и провела всю карьеру. Пятикратная чемпионка Дании (2002, 2004, 2006, 2008 и 2009 годы), шестикратная обладательница Кубка Дании (2003, 2006, 2007, 2008, 2010 и 2011 годы), двукратная победительница Лиги чемпионов ЕГФ (2006 и 2009 годы) и обладательница Кубка ЕГФ 2004 года. Карьеру завершила летом 2012 года.

### В сборной
В сборной Дании сыграла 55 игр и забила один гол. Чемпионка Олимпийских игр 2004 года, чемпионка Европы 2002 года и серебряный призёр чемпионата Европы 2004 года.

## Личная жизнь
В 2006 году вышла замуж за Роберта Дю. В августе 2009 года заявила, что ждёт ребёнка, и приостановила тренировки. Спустя некоторое время после рождения ребёнка вернулась в клуб.